# Suur Tulpe
Suur Tulpe saar est une île de la mer Baltique appartenant à l'Estonie.